# Chester M. Franklin
Chester Mortimer Franklin (San Francisco, 1º settembre 1890 – Los Angeles, 12 marzo 1954) è stato un regista e attore statunitense.

## Biografia
Nato nel 1890, Franklin ha iniziato la sua carriera cinematografica come attore nel 1912, a 22 anni. Nel 1915, ha debuttato come regista lavorando insieme al fratello Sidney Franklin in The Baby, un cortometraggio prodotto dalla Reliance Film Company, una piccola casa di produzione attiva solo dal 1910 al 1916.
Nel 1922, Franklin girò The Toll of the Sea, una storia che si rifaceva alla Madama Butterfly e che è uno dei primi film a colori della storia del cinema e il primo prodotto a Hollywood in un primitivo Technicolor 2-strip.
Chester M. Franklin ha lavorato saltuariamente anche come produttore, sceneggiatore e aiuto regista. In quest'ultimo ruolo, è stato regista della seconda unità nel 1939 di Via col vento (Gone with the Wind) di Victor Fleming, nel 1946 de Il cucciolo (The Yearling) di Clarence Brown e, nel 1946, di Duello al sole (Duel in the Sun) di King Vidor.

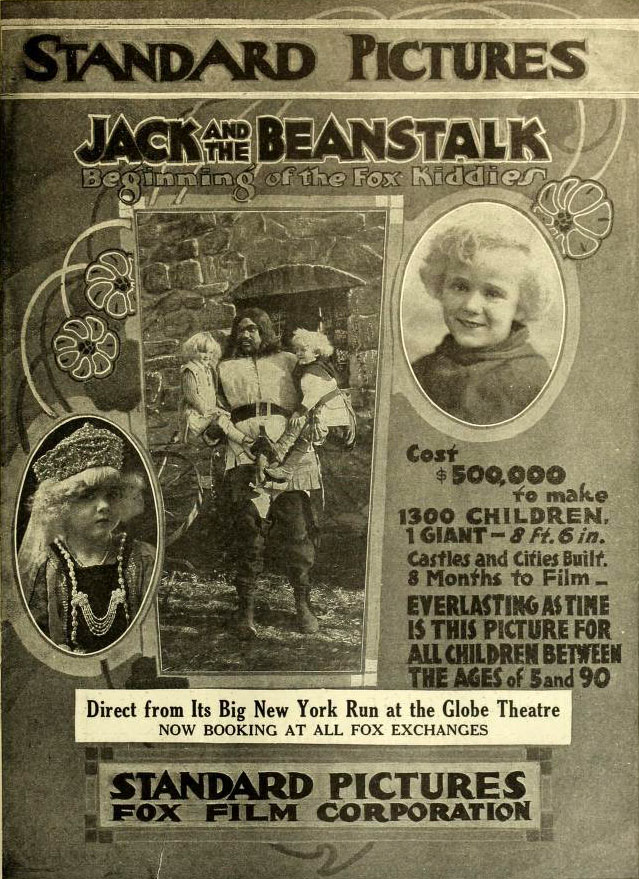
Jack and the Beanstalk (1917)
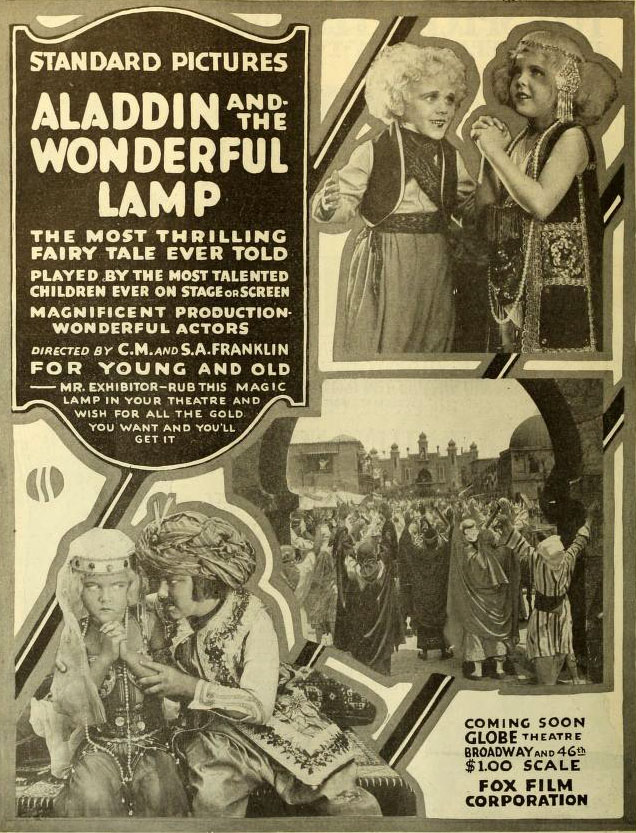
Aladdin and the Wonderful Lamp (1917)

## Filmografia

### Regista
- The Baby, co-regia di Sidney Franklin – cortometraggio (1915)
- The Rivals, co-regia di Sidney Franklin – cortometraggio (1915)
- Little Dick's First Case, co-regia di Sidney Franklin – cortometraggio (1915)
- Her Filmland Hero, co-regia di Sidney Franklin – cortometraggio (1915)
- Dirty Face Dan, co-regia di Sidney Franklin – cortometraggio (1915)
- Pirates Bold, co-regia di Sidney Franklin – cortometraggio (1915)
- The Ashcan, or Little Dick's First Adventure, co-regia di Sidney Franklin – cortometraggio (1915)
- The Kid Magicians, co-regia di Sidney Franklin – cortometraggio (1915)
- A Ten-Cent Adventure, co-regia di Sidney Franklin – cortometraggio (1915)
- The Runaways, co-regia  di Sidney Franklin – cortometraggio (1915)
- The Straw Man, co-regia di Sidney Franklin – cortometraggio (1915)
- Billie's Goat, co-regia di Sidney Franklin – cortometraggio (1915)
- The Little Cupids, co-regia di Sidney Franklin – cortometraggio (1915)
- For Love of Mary Ellen, co-regia di Sidney Franklin – cortometraggio (1915)
- The Little Life Guard, co-regia di Sidney Franklin – cortometraggio (1915)
- The Doll-House Mystery, co-regia di Sidney Franklin – cortometraggio (1915)
- I sette angeli di Ketty (Let Katie Do It), co-regia di S.A. Franklin (1916)
- Martha's Vindication, co-regia di Sidney Franklin (1916)
- The Children in the House, co-regia di Sidney Franklin (1916)
- Amore malvagio o Via dell'onestà (Going Straight), co-regia di Sidney Franklin (1916)
- The Little School Ma'am, co-regia di Sidney Franklin (1916)
- Gretchen the Greenhorn, co-regia di Sidney Franklin (1916)
- A Sister of Six, co-regia di Sidney Franklin (1916)
- Jack and the Beanstalk, co-regia di Sidney Franklin (1917)
- Aladino e la lampada magica (Aladdin and the Wonderful Lamp), co-regia di Sidney Franklin (1917)
- The Babes in the Woods, co-regia di Sidney Franklin (1917)
- Treasure Island, co-regia di Sidney Franklin (1918)
- The Girl with the Champagne Eyes (1918)
- Fan Fan, co-regia di Sidney A. Franklin (1918)
- Ali Baba and the Forty Thieves, co-regia di Sidney Franklin (1918)
- You Never Call Tell (1920)
- All Soul's Eve (1921)
- A Private Scandal (1921)
- The Case of Becky (1921)
- Nancy from Nowhere (1922)
- A Game Chicken (1922)
- Fior di loto (The Toll of the Sea) (1922)
- Where the North Begins (1923)
- Più forte dell'odio (The Song of Love), co-regia di Frances Marion (1923)
- Behind the Curtain (1924)
- The Silent Accuser (1924)
- Wild Justice (1925)
- The Thirteenth Hour (1927)
- Detectives (1928)
- Olimpia, co-regia di Juan de Homs (1930)
- Le Père célibataire, co-regia di Arthur Robison (1931)
- Su última noche, co-regia di Carlos F. Borcosque (1931)
- File 113 (1932)
- Bovary moderna (Vanity Fair) (1932)
- The Stoker (1932)
- A Parisian Romance (1932)
- Il padrone della ferriera (The Iron Master) (1933))
- Sequoia, co-regia di (non accreditato) Edwin L. Marin (1934)
- Tre strani amici (Tough Guy) (1936)

### Aiuto regista
- Via col vento (Gone with the Wind), regia di Victor Fleming - regista seconda unità (1939)
- Il cucciolo (The Yearling), regia di Clarence Brown - regista seconda unità (1946)
- Duello al sole (Duel in the Sun), regia di King Vidor - regista seconda unità (non accreditato, 1946)

### Sceneggiatore
- Jack and the Beanstalk, regia di Chester M. Franklin e Sidney Franklin (1917)
- The Silent Accuser, regia di Chester M. Franklin (1924)
- The Tirtheenth Hour, regia di Chester M. Franklin - storia e sceneggiatura (1927)
- Detectives, regia di Chester M. Franklin (storia e sceneggiatura, (1928)

### Produttore
- Bovary moderna (Vanity Fair), regia di Chester M. Franklin (1932)
- A Gun in His Hand, regia di Joseph Losey – cortometraggio (1945)
- L'oro delle montagne (The Painted Hills), regia di Harold F. Kress (1951)

### Attore
- Hoffmeyer's Legacy, regia di Mack Sennett – cortometraggio (1912)
- Mabel's Stratagem, regia di Mack Sennett – cortometraggio (1912)
- A Double Wedding, regia di Mack Sennett – cortometraggio (1913)
- The Stolen Purse, regia di Mack Sennett – cortometraggio (1913)
- A Deaf Burglar, regia di Mack Sennett – cortometraggio (1913)
- The Rural Third Degree
- The Two Widows
- A Wife Wanted
- The Chief's Predicament
- On His Wedding Day, regia di Mack Sennett – cortometraggio (1913)
- Those Good Old Days, regia di Mack Sennett – cortometraggio (1913)
- His Chum the Baron
- Their First Execution
- Cohen Saves the Flag, regia di Mack Sennett – cortometraggio (1913)